# Seigendorf

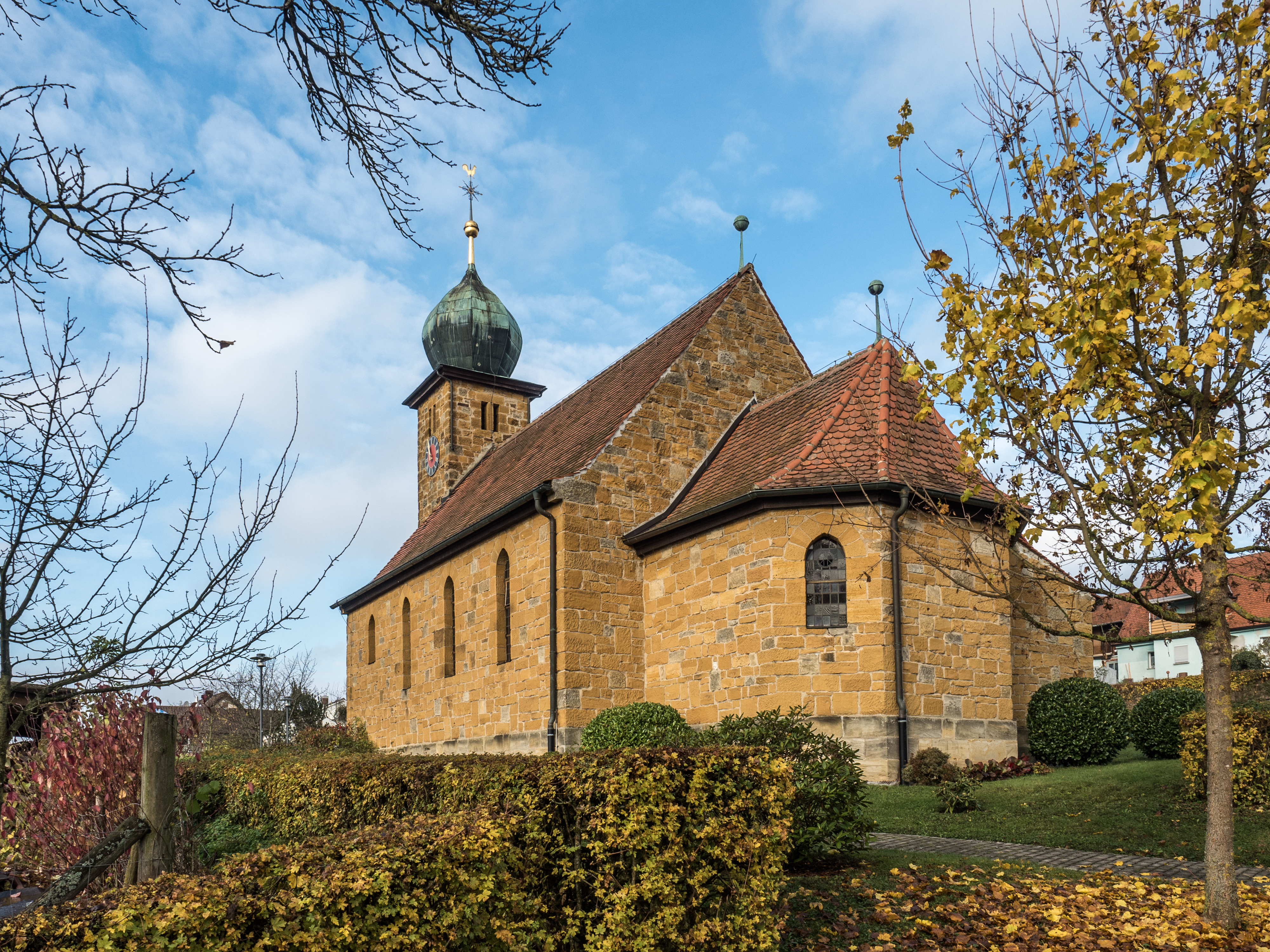
Die Kirche von Seigendorf

Seigendorf ist ein Gemeindeteil des Marktes Hirschaid im oberfränkischen Landkreis Bamberg in Bayern.

## Geographie
Das Kirchdorf hat 850 Einwohner.
Es liegt östlich von Hirschaid. Über die Kreisstraße BA 27 erreicht man nach einem Kilometer die Einfahrt Hirschaid der A 73. Durch den östlichen Ortsbereich verläuft die Staatsstraße 2210. Seigendorf liegt auf einer durchschnittlichen Höhe von 273 Metern über dem Meeresspiegel.

## Geschichte
Seigendorf wurde urkundlich erstmals 1096 als „Sichendorf“ erwähnt, benannt nach dem Gründer des Dorfes, Sicho. Die Gemeinde bestand aus Ober- und Niederseigendorf, die 1315 erwähnt wurden. Die von Streitberg, ab 1691 die Schenken von Stauffenberg, besaßen den halben Zehnt als kaiserliches Lehen. Lehensleute waren zunächst die Zollner, dann die Nürnberger Bürger Held, genannt Hagelsheimer, dann die Böttinger. Durch den Bauernaufrührer Koller gelangte es im Bauernkrieg zu trauriger Berühmtheit. Der Ort gehört zur Urpfarrei Buttenheim. Das war auch der einstige Schulort. Eine eigene Schule für Seigendorf und Friesen entstand 1811. Im Jahr 1879 wurde das alte Schulgebäude durch ein neues (in Oberseigendorf) ersetzt.
Der Ort wurde am 1. Januar 1972 im Zuge der Gebietsreform in Bayern nach Hirschaid eingemeindet.

## Baudenkmäler / Sehenswürdigkeiten
In die Liste der Baudenkmäler in Seigendorf sind 13 Objekte eingetragen, darunter:
- Katholische Kirche St. Michael, ein 1934 geweihter Saalbau mit Fassadenturm, neugotisch und Heimatstil,
- Ehemalige Schule, ein eingeschossiger verputzter Halbwalmdachbau mit Fachwerkgiebel, errichtet 1815, und
- sechs Bauernhäuser.